# MC Oran
Mouloudia Klub Oran (arab. نادي مولودية وهران) znany również jako (MCO) i (MC Oran) jest klub sportowy z siedzibą w Oranie w Algierii. Został oficjalnie założony w 1917 roku.

## Sukcesy
- Mistrzostwo Algierii: 4 razy
1971, 1988, 1992, 1993
- Puchar Algierii:  4 razy
1975, 1984, 1985, 1996